# ليليان سينوت
ليليان سينوت (بالإنجليزية: Lillian Sinnott)‏ هي ممثلة أمريكية، ولدت في 1890، وتوفيت في 5 يناير 1914 في نيويورك في الولايات المتحدة.

## وصلات خارجية
- ليليان سينوت على موقع قاعدة بيانات برودواي على الإنترنت (الإنجليزية)